# Seinosuke Uchida
Seinosuke Uchida (jap. 内田 清之助 Uchida Seinosuke; ur. 1 grudnia 1884, zm. 28 kwietnia 1975) – japoński ornitolog. 
Profesor Uniwersytetu Tokijskiego, ekspert japońskiego Ministerstwa Rolnictwa i Leśnictwa. Autor wielu książek poświęconych awifaunie Japonii, w języku japońskim i angielskim. Zajmował się też pasożytami ptaków. Uczeń Akiry Iizuki.